# ليام فروست
ليام فروست (بالإنجليزية: Liam Frost)‏ هو موسيقي بريطاني، ولد في القرن العشرين.

## وصلات خارجية
- الموقع الرسمي
- ليام فروست على موقع ميوزك برينز (الإنجليزية)
- ليام فروست على موقع أول ميوزيك (الإنجليزية)
- ليام فروست على موقع ديسكوغز (الإنجليزية)